# Isla Hawkesbury
La Isla Hawkesbury (en inglés: Hawkesbury Island) es una isla en la Columbia Británica, en el oeste de Canadá. Se encuentra en el canal de Douglas, uno de los fiordos más importantes de la costa de la Columbia Británica. Hawkesbury tiene 43 kilómetros (27 millas) de largo y un ancho que va de 3 kilómetros (1.9 millas) a 19 kilómetros (12 millas). Posee 412 kilómetros cuadrados (159 millas) de superficie.
La Isla de Hawkesbury fue nombrada así por George Vancouver en honor de Charles Jenkinson, Barón de Hawkesbury, Presidente de una Junta de comercio entre 1786-1804.